# David Soyer
David Soyer (24 février 1923 – 25 février 2010) est un violoncelliste américain.
Il est né à Philadelphie et commença à jouer du piano à neuf ans. Il commença le violoncelle à 11 ans. Un de ses premiers professeurs fut Diran Alexanian. Plus tard, il étudia avec Emanuel Feuermann et Pablo Casals. Il commença sa carrière de concertiste avec le Philadelphia Orchestra sous la direction d'Eugene Ormandy en 1942, jouant le Schelomo d'Ernest Bloch.
Aimant la musique de chambre, il fonda le Quatuor Guarneri en 1964 et joua dedans jusqu'à son retrait en 2002. Comme membre du Guarneri, il collabora avec un grand nombre de musiciens classiques importants partout dans le monde, dont Leonard Rose, le Quatuor de Budapest, Pinchas Zukerman, et Arthur Rubinstein. Il donna les créations new-yorkaises des sonates pour violoncelle solo de Zoltán Kodály et George Crumb. Avec David Tudor, il créa la Music for Cello and Piano de Earle Brown. Il joua avec l'orchestre symphonique de la radio NBC sous la direction d'Arturo Toscanini.
Soyer fut professeur au Curtis Institute of Music, à la Manhattan School of Music, et à la Juilliard School.
David Soyer reçut un diplôme honorifique de l'université de Binghamton.